# 堅田合戦
堅田合戦（かたたかっせん）は、天正14年（1586年）に豊薩合戦の一環として、豊後国で行われた大友氏の家臣・佐伯惟定と島津氏の家臣・土持親信の合戦。

## 略歴

### 合戦まで
天正6年（1578年）の耳川の戦いで大友宗麟が薩摩国の島津義久に敗北し佐伯惟教・惟真ら有力武将を多く失った上に、一族重臣の内訌の激化や肥前国の龍造寺隆信や筑前国の秋月種実らの侵略もあり、大友氏は徐々に衰退の道を辿った。島津氏から圧力に耐えかねた大友氏は、中央で勢力を拡大していた豊臣秀吉に臣従し、後ろ盾にすることで窮地を凌ごうとしたが、豊臣氏も当時は九州に緊急に軍勢を派遣できる政情ではなかった。逆に耳川の合戦で勝利した島津氏は南九州を平定したことにより、それまで大友家に押され気味であった勢力均衡が一気に傾いたのを見て、大友領への侵略を行う。天正14年（1586年）には九州全土の征服を目的にして大友家の本国豊後への侵略を開始し、肥後路から同母弟・島津義弘に、日向路から異母弟・島津家久の軍勢に豊後侵略を開始させた（豊薩合戦）。

### 堅田合戦
天正14年（1586年）10月23日、家久は豊後侵略の途上にあった、大友氏家臣で佐伯栂牟礼城主の佐伯惟定に降伏勧告を促す使者を派遣した。だが島津は耳川合戦で祖父・惟教や父・惟真をはじめ家臣100余人を討ち取った仇敵であるため、若年ではあるが惟定は勧告をはねつけようとする、だが家臣らは島津の勢いを恐れて反対し、評議は長引いた。長期化する評議を見て惟定の母が出座し、仇敵と戦うべきであり、負け戦になれば自害あるのみ、と叱咤激励したため、評議は一転して降伏をはねつけての徹底抗戦となった。惟教時代からの家臣である杉谷帯刀は島津の使者19名に酒肴を与えて欺き、宿所に案内するとして樫野村に誘き出して襲撃し全員殺害した。島津家久は佐伯惟定に降伏の意思無しと知り、朝日嶽城主の土持親信、新名親秀らを将とした2000名の軍勢を差し向けた。
佐伯軍は城の入口3箇所に350名余の守備兵を配し、決戦の地を堅田村と定めて中山峠に本陣を構えた。佐伯軍の先陣は佐伯惟末と高畑伊予守、第2陣が佐伯惟澄と高畑新右衛門尉、第3陣が惟定の弟進士統幸（初陣で若年のため老臣長田天楽が介備え）、という3段備えの陣を布き、総勢は1800余名であった。また『両豊記』『九州記』等によればこの時の佐伯軍の陣容は城の3つの虎口にそれぞれ300～380名の合わせて1000名余りを残し、堅田方面には第1陣に300名余り、第2陣に200名余り、第3陣が280名余りであり、これに加えて36名が遊軍として備えたという。

この際、惟定も自ら出馬して戦おうとしたが、客将の山田宗昌（山田匡徳）（島津氏に一時的に領地を追われた日向伊東氏の家臣）が惟定の血気を宥め、総大将として城に留まるように諭し、自らが佐伯軍の軍配を預かった。山田宗昌は敵に鉄砲を放って島津軍の陣容を調べ、また土地鑑のある佐伯の兵士を利用して中山峠から波越峠に本陣を密かに移した。そして本陣横の波越常楽寺観音堂に入り、御帳の新しい白布を拝借して旗指物とし、少数の鉄砲を持たせた足軽を島津陣の背後に当たる竹角口の民家に隠れさせた。
そして、機を見て山田宗昌は竹角口に隠れた足軽に旗を振らせて貝を吹かせて射程を十分に確保した上で鉄砲を撃たせた。島津方にすれば背後が敵に回られた格好となり、島津軍は大混乱となった。島津軍は形勢を整えるため、府坂峠を目指して後退した。しかし、尚も鉄砲による攻撃が続き、さらに山田宗昌は府坂峠を越えた所にある岸河内にあらかじめ兵を置いて備えていた。後退する島津軍が坂を下ってきたところで、坂下で待ち構える佐伯勢が島津軍を襲撃した。佐伯勢の杉谷・近藤・三代・因尾ら勇士が奮戦し、島津軍は隊の規律を失って大敗した。この時、高畑伊予守は敵将の新名治右衛門尉を討ち取り、新名の馬印を奪い掲げて身を隠していた敵兵を誘き出し、その都度多数討ち取ったという。土持親信のその後の消息は不明。戦いは午後5時頃まで続いて佐伯勢の勝利に終わり、山田宗昌は味方に勝鬨を上げさせた。

## その後
島津勢は佐伯勢に大敗したため、家久は以後、佐伯には手を出さずに北上した。また同じように肥後路から侵略した義弘軍も岡城の志賀親次の巧みな反撃で城を落とすことができず敗北した。佐伯と岡城を放置した結果、北上した島津軍はその他の豊後各地の城を落としていたにもかかわらず兵站を常に脅かされることとなり、また宗麟や妙林尼らの激しい反撃もあって豊後を平定することはできず合戦が長期化。この間に宗麟が援軍を要請した豊臣秀吉の軍勢が九州に上陸。豊臣秀吉により島津軍は完敗・放逐され薩摩への敗走を余儀なくされた（九州征伐）。